# Clubiona rivalis
Clubiona rivalis är en spindelart som beskrevs av Pietro Pavesi 1883. Clubiona rivalis ingår i släktet Clubiona och familjen säckspindlar.
Artens utbredningsområde är Etiopien. Inga underarter finns listade i Catalogue of Life.